# 에리크 베스나르
에리크 베나르(프랑스어: Éric Besnard, 1964년 3월 15일 ~ )는 프랑스의 영화 감독, 각본가이다.